# Волосово (Усть-Кубинский район)
Волосово — деревня в Усть-Кубинском районе Вологодской области.
Входит в состав Никольского сельского поселения, с точки зрения административно-территориального деления — в Никольский сельсовет.
Расстояние по автодороге до районного центра Устья — 29,5 км, до центра муниципального образования Никольского — 3,5 км. Ближайшие населённые пункты — Кожевниково, Сянино, Филенское.
По переписи 2002 года население — 20 человек (11 мужчин, 9 женщин). Всё население — русские.